# Свято-Троицкий Белбажский монастырь
Свято-Троицкий Белбажский монастырь — действующее Архиерейское подворье Собора Святой Живоначальной Троицы с.Белбаж . Расположен в селе Белбаж Ковернинского района Нижегородской области, в 350 км от Дивеева.

## История
Монастырь был основан по указу императора Петра Первого в 1708 году и находился в Макарьевском уезде Костромской губернии на реке Белбаж, от которой получил своё название. В 1764 году монастырь был упразднён.
Позднее в упразднённом монастыре была основана монашеская женская обитель. При ней было три храма: Троицкий, Введенский и в честь Нерукотворного образа Спасителя.
Троицкий Белбажский женский монастырь по указу советских властей был ликвидирован 19 апреля 1921 года. Многие монахини и священники были репрессированы. На территории монастыря была организована промартель, размещена больница, пекарня; часть домов распродана крестьянам. В январе 1936 года на месте монастыря была организована Залесная МТС. Все помещения были переданы под мастерские, склады, гаражи, квартиры.
С апреля 2009 года действует как скит Свято-Троицкого Серафимо-Дивеевского монастыря. На территории монастыря сохранились: Троицкий храм, церковь в честь Введения во храм Пресвятой Богородицы, трапезный храм в честь иконы «Спас Нерукотворный», а также игуменский корпус.
Первый молебен со времени закрытия монастыря был совершён архиепископом Нижегородским и Арзамасским Георгием 14 апреля 2009 года.
15 августа 2009 года архиепископ Георгий совершил чин освящения трапезного храма в честь Нерукотворного Образа Господа Иисуса Христа. Ему сослужили архиепископ Сергиево-Посадский Феогност (Гузиков) и епископ Брянский и Севский Феофилакт (Моисеев).
19 ноября 2013 года митрополит Георгий совершил чин Великого освящения церкви в честь Введения во храм Пресвятой Богородицы.